# 1952年夏季奥林匹克运动会
第十五屆夏季奧林匹克運動會（英語：the Games of the XV Olympiad），于1952年7月19日至8月3日在芬兰赫爾辛基举行。

## 背景
1947年6月，國際奧委會於斯德哥爾摩就1952年奧運會舉辦地問題展開了熱烈的討論。此時世界一些城市對主辦奧運會產生了深厚的興趣。與第十四屆奧運會只有一個申辦城市形成了鮮明對照的是，第十五屆則有赫爾辛基、阿姆斯特丹、雅典、底特律、明尼阿波利斯、洛桑、費城、斯德哥爾摩、芝加哥等9個城市同時提出了申請 。會議期間，各個城市都派來了由市長率領的代表團游說，氣氛相當熱烈。通過投票表决，赫爾辛基赢得主辦權。

## 焦點
德國代表團以德國隊的名義參加1952年奧運會，因為德國是二次大戰發動者的角色而不獲邀請參加1948年倫敦奧運會，故此本屆是德國自1936年柏林奧運後再次參賽，也是德國在二次大戰戰敗及分裂為東德及西德後首次有德國隊出場，雖然兩德都獲邀參賽，但由於兩德處於分裂及對峙的狀態，東德拒絕派運動員參加德國隊，故本屆的德國代表團只有西德派出的運動員，之後東德和西德在往後的奧運會各自組成東德隊及西德隊參賽，直至1990年兩德統一。以色列在1948年復國後於本屆奧運會首次組隊出賽。
中華人民共和國成立後，將留置在中國大陸的原中華全國體育協進會改為中華全國體育總會，並行使中國奧委會的權利。但在本屆奧運會之前，中華人民共和國奧委會未得到國際奧委會的承認。由於已與中華人民共和國建立外交關係的部分國家的支持，中華人民共和國在國際奧委會第48屆年會上終於取得了参加本屆奧運會的資格。但是由于遲到，中華人民共和國代表團一行40人趕到赫爾辛基時，大會已進行了10天，故而只趕上男子游泳的一項比賽和最後的閉幕式。這也是中華人民共和國首次參加奧運會，而之後由於兩岸會籍以及堅持「一個中國」的緣故，直至1980年才得以重回奧運會。
7月17日，国际奥委会第47届年会最后以33票对20票通过决议：代表中華人民共和國的中华全国体育总会和代表中華民國的中華全國體育協進會（原址由南京市遷移至臺北市）的选手们均可参加比赛第15届奥运会，但其参加的项目，必须经过各国际单项运动总会的认可（造成當時國際奧委會同意有兩個中國奧林匹克委員會同時行使權利的現象）。
中華民國政府抗议中華人民共和國代表團参加，而退出比赛。

## 比赛项目
- 田径
- 篮球
- 拳击
- 马术
- 击剑
- 足球
- 体操
- 赛艇
- 帆船
- 射击
- 举重
- 摔跤
- 自行车
- 曲棍球
- 皮划艇
- 现代五项
- 水上项目
  - 游泳
  - 跳水
  - 水球

### 表演项目
- 手球
- 芬式垒球

## 参赛国家及地区

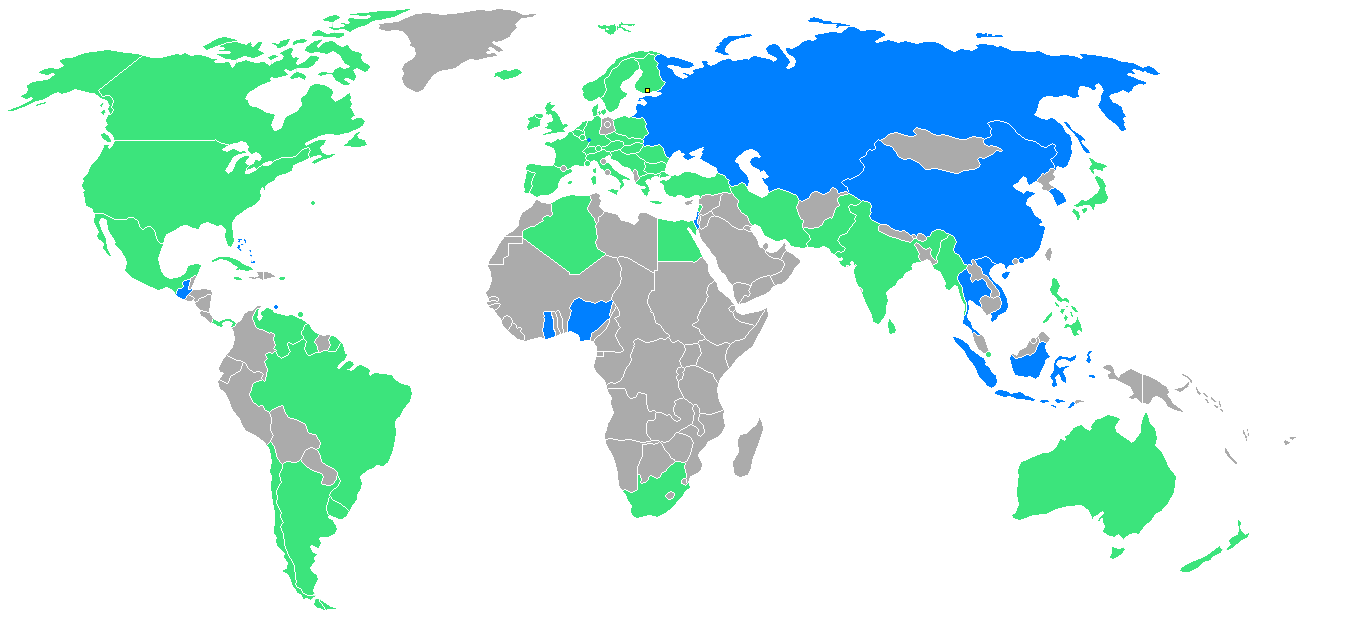
参赛国家及地区分布，藍色為首次參與國

一共有69个国家和地区的奥运代表团参加了本届奥运会。其中有12个国家和地区是首次参加，它们是：巴哈马、黄金海岸（今加纳）、危地马拉、香港、印度尼西亚、以色列、荷属安的列斯、尼日利亚、萨尔（当时为法国的保护国）、苏联、泰国、越南（南越）和中华人民共和国。
這是冷戰時期的第一次奧運會，也是蘇聯自1912年以來第一次重返奧運會賽場，日本與德國經歷上次被禁制參與1948倫敦奧運後，也重返奧運會賽場，惟德國卻因1949年出現由資本派及共產派引發之東西德分裂，故只有西德之運動員參與，直到1992年舉行之巴塞隆拿奧運（該次奧運會亦是兩德統一後首次），兩德運動員才以统一德國之名義出現賽場。
- 阿尔巴尼亚
- 阿根廷
- 奥地利
- 巴哈马
- 比利时
- 百慕大
- 缅甸
- 巴西
- 保加利亚
- 加拿大
- 锡兰
- 智利
- 中华人民共和国
- 古巴
- 丹麦
- 埃及
- 芬兰
- 法国
- 黄金海岸
- 英国
- 东德
- 德国
- 希腊
- 危地马拉
- 圭亚那
- 香港
- 匈牙利
- 印度
- 冰岛
- 印度尼西亚
- 爱尔兰
- 以色列
- 意大利
- 牙买加
- 日本
- 朝鲜
- 韩国
- 黎巴嫩
- 列支敦士登
- 卢森堡
- 墨西哥
- 摩纳哥
- 蒙古
- 荷兰
- 新西兰
- 尼日利亚
- 挪威
- 巴基斯坦
- 巴拿马
- 菲律宾
- 波兰
- 葡萄牙
- 波多黎各
- 罗马尼亚
- 萨尔保护领
- 新加坡
- 南非
- 苏联
- 西班牙
- 瑞典
- 瑞士
- 捷克斯洛伐克
- 泰国
- 特立尼达和多巴哥
- 土耳其
- 乌拉圭
- 美国
- 委内瑞拉
- 越南國
- 北越南
- 南斯拉夫

## 獎牌榜
| 排名 | 国家／地区          | 金牌 | 银牌 | 铜牌 | 總數 |
| ---- | ------------------- | ---- | ---- | ---- | ---- |
| 1    | 美国（USA）         | 40   | 19   | 17   | 76   |
| 2    | 苏联（URS）         | 22   | 30   | 19   | 71   |
| 3    | 匈牙利（HUN）       | 16   | 10   | 16   | 42   |
| 4    | 瑞典（SWE）         | 12   | 13   | 10   | 35   |
| 5    | 意大利（ITA）       | 8    | 9    | 4    | 21   |
| 6    | 捷克斯洛伐克（TCH） | 7    | 3    | 3    | 13   |
| 7    | 法国（FRA）         | 6    | 6    | 6    | 18   |
| 8    | 芬兰（FIN）         | 6    | 3    | 13   | 22   |
| 9    | （AUS）             | 6    | 2    | 3    | 11   |
| 10   | 挪威（NOR）         | 3    | 2    | 0    | 5    |

## 外部連結
- 國際奧委會關於赫爾辛基奧運會的資料（页面存档备份，存于）
- 中國奧委會有關第十五屆奧運會的資料

| 前任者： 伦敦 | 夏季奧林匹克運動會 第15届： 赫尔辛基奥运会 1952年 | 繼任者： 墨尔本 |